# Universidad de Comunicación de China
La Universidad de Comunicación de China (CUC por sus iniciales en inglés), 中国传媒大学 en chino, es una universidad pública en Beijing, China. Está afiliada al Ministerio de Educación. La universidad forma parte del Plan Universidad Doble Primera y del Proyecto 211.
CUC surgió de lo que solía ser un centro de formación para técnicos de la Oficina Central de Radiodifusión fundado en 1954. En abril de 1959, fue ascendido a Beijing Broadcasting College, en chino北京广播学院, y aprobado por el Consejo de Estado. En agosto de 2004, la Escuela de Radiodifusión de Beijing pasó a llamarse Universidad de Comunicación de China. CUC está situado en la parte oriental de Beijing, cerca del antiguo canal, que ocupa 463.700 metros cuadrados de terreno y un total de 499.800 metros cuadrados de edificios.

## Historia
La historia del CUC se remonta al 3 de marzo de 1954, cuando la entonces Administración Central de Radio llevó a cabo la primera clase de formación para profesionales de la radiodifusión. Esto llevó a la fundación del Beijing Broadcasting College en 1958. El 7 de septiembre de 1959, se estableció el Instituto de Radiodifusión de Beijing (BBI), precursor del CUC.

## Institutos Confucio
La Universidad de Comunicación de China ha establecido tres Institutos Confucio para brindar educación cultural y del idioma chino a estudiantes fuera de China. 
- Instituto Confucio de Belgrado (en cooperación con la Universidad de Belgrado, Serbia)
- Instituto Confucio de Groningen (en cooperación con la Universidad de Groningen, la Universidad Hanze de Ciencias Aplicadas de Groningen y la Municipalidad de Groningen).
- Instituto Confucio de la Universidad Federal de Rio Grand Do Sul (en cooperación con la Universidade Federal do Rio Grande do Sul, Brasil)

## Enseñanza de lenguas extranjeras modernas.

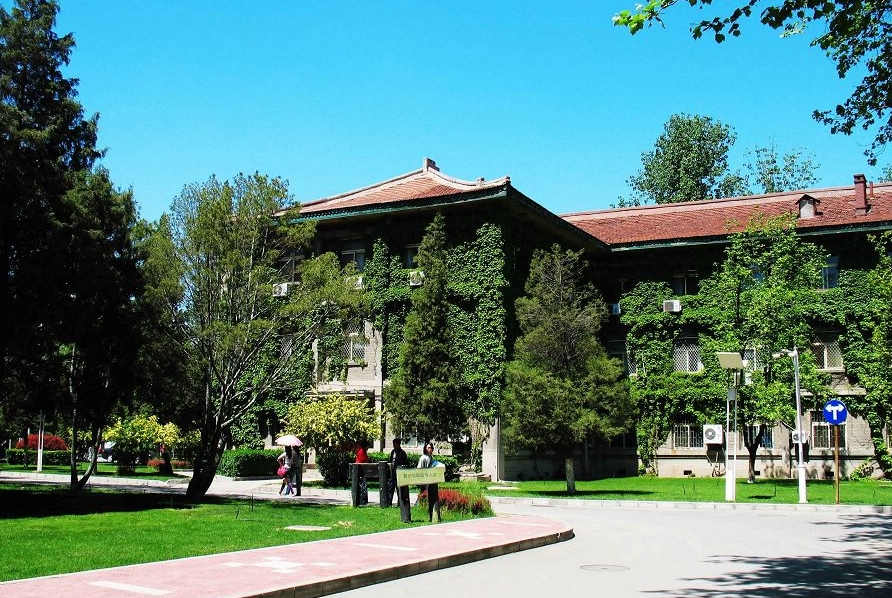
Escuela de Estudios Internacionales

La Universidad de Comunicación de China es una de las más importantes oficialmente autorizadas en China para la enseñanza de lenguas extranjeras y, especialmente, de lenguas de uso restringido. En distintos momentos ha ofrecido cursos de inglés, español, francés, ruso, alemán, japonés, coreano, portugués y otros idiomas.
Existe un Centro de estudios portugueses (originalmente, Centro de Língua Portuguesa Dr. Stanley Ho) bajo un Protocolo de Cooperación entre CUC, Instituto Camões (Portugal) e IPOR (Macao) desde 2005.

## Clasificaciones y reputación
La Universidad de Comunicación de China era una universidad del " Proyecto 211 ".
Sohu consideró a CUC como una de las universidades más competitivas para la admisión en China en 2018. 
En septiembre de 2017, el CUC fue seleccionado como una de las 140 universidades del Plan Universitario Doble Primera aprobadas por el Ministerio de Educación.
En la cuarta ronda de China University Subject Rankings (CUSR) realizada por el Ministerio de Educación de China en 2018, la Universidad de Comunicación de China ocupó el primer lugar en China continental con sus dos áreas disciplinarias evaluadas como disciplinas A+, incluidas "Periodismo y comunicación" y "Drama, estudios de cine y televisión" y ocupó el tercer lugar con A− en "Teoría del Arte", el décimo con B+ en "Diseño", el 19 con B en "Bellas Artes" en China.